# نین عابدی
نین عابدی (انگلیسی: Nain Abidi؛ زادهٔ ۲۳ مهٔ ۱۹۸۵) بازیکن کریکت زن اهل پاکستان است.